# Le Rosier miraculeux
Le Rosier miraculeux je francouzský němý film z roku 1904. Režisérem je Georges Méliès (1861–1938). Film trvá zhruba 3 minuty. Film byl do počátku 21. století považován za ztracený, než ho identifikoval filmový historik Serge Bromberg ze sbírky, která patřila cestujícímu showmanovi ze středozápadu USA Franku Brintonovi. Brintonova sbírka také obsahovala další Mélièsův film, který byl považován za ztracený, Bouquet d'illusions (1901). Snímek Le Rosier miraculeux byl poprvé veřejně promítán na festivalu Le Giornate del cinema muto v severoitalském městě Pordenone v roce 2017.

## Děj
Známý bráhman Iftikar zasadí spolu s pomocnicí stromový pěnišník, ze kterého se objeví mladá dáma, kterou kněz po provedení hadího tance nechá zmizet.